# Абдуллах ибн Мухаммед
Абдулла́х ибн Муха́ммед аль-Кураши (араб. عبد الله بن محمد‎), также известный как ат-Тахир ибн Мухаммад или ат-Таййиб ибн Мухаммад (610-е, Мекка — 615, Мекка) — один из сыновей пророка Мухаммеда и его первой жены Хадиджи бинт Хувайлид.

## Биография
Абдуллах родился в Мекке после начала пророческой миссии Мухаммеда. Он получил свои имена ат-Тахир («чистый») и ат-Таййиб («добрый», «хороший») из-за того, что он родился после начала пророчества отца.
Пророк Мухаммед дал ему имя своего отца. Абдуллах умер в 615 году в Мекке будучи ребёнком.
Согласно тафсирам, после смерти Абдуллаха один из современников и противников пророка Мухаммеда — аль-Ас ибн Ваиль, говорил о нём, что он бездетный. В ответ была ниспослана сура аль-Кавсар:

Мы даровали тебе аль-Кавсар. ۝ Посему совершай намаз ради своего Господа и закалывай жертву. ۝ Воистину, твой ненавистник сам окажется бездетным.—  108:1—3
Ас-Судди сказал: «Когда у людей умирали сыновья, люди [арабы] имели обычай говорить: „Он лишился (стал обделенным)”. Поэтому когда сыновья Посланника Аллаха (ﷺ) умерли, они сказали: „Мухаммед лишился (стал обделенным)”. И тогда Аллах ниспослал: „Воистину, твой ненавистник сам окажется бездетным”».